# Amauris damoclea
Amauris damoclea är en fjärilsart som beskrevs av Jean Baptiste Godart 1819. Amauris damoclea ingår i släktet Amauris och familjen praktfjärilar. Inga underarter finns listade i Catalogue of Life.